# Ogdens
Ogdens est un petit hameau au sud de  Hyde Common près de  Frogham dans la New Forest, comté du Hampshire, en Angleterre.

## Vue d'ensemble
Ogdens est un hameau de la paroisse civile de Hyde. Il est situé dans la vallée de Latchmore Brook (ou ruisseau Huckles). 
La plus grande partie de la localité est entourée par les landes et les bois de la New Forest.
Le hameau est très rural avec quelques habitations datant de l'après - guerre mondiale, mélangées à d'anciennes maisons dispersées sur des pistes et des terres agricoles. 
Un parking à Ogdens permet l'accès à la lande de bruyère de la New Forest.
Purlieu, une zone tourbeuse de landes, se situe entre Ogdens et Dockens Water.